# Sydney Godolphin Osborne
Pour les articles homonymes, voir Osborne.
Sidney Godolphin Osborne (5 février 1808 - 9 mai 1889) est un religieux, philanthrope et écrivain anglais.

## Biographie
Troisième fils de Francis Osborne (1er baron Godolphin), et d'Elizabeth Charlotte Eden, fille de William Eden, 1er baron Auckland, il est né à Stapleford, Cambridgeshire le 5 février 1808. Il est un descendant direct de Sidney Godolphin, 1er comte de Godolphin, et lorsqu'en 1859 son frère aîné George Godolphin Osborne, succède à son cousin Francis Godolphin D'Arcy Osborne, comme huitième duc de Leeds, il obtient le rang de fils de duc, et avec lui l'utilisation de "Lord", un titre de courtoisie.
Osborne fait ses études à la Rugby School et au Brasenose College d'Oxford, où il obtient son baccalauréat en 1830. Ayant pris les ordres, il est nommé recteur de Stoke Poges dans le Buckinghamshire en 1832. En 1841, il accepte le bénéfice de Durweston dans le Dorset, qui est un don de Lord Portman, et il l'occupe jusqu'en 1875.
Osborne démissionne alors de son bénéfice et se retire à Lewes, où il meurt le 9 mai 1889.

## Positions politiques
Osborne s'exprime sur le libre-échange, l'éducation, les droits des femmes, l'assainissement, la peste bovine et le choléra. Pendant la guerre de Crimée, il fait une inspection officieuse et contribue à l'amélioration des hôpitaux sous les soins de Florence Nightingale, et en publie les résultats dans Scutari and its Hospitals, 1855. En ce qui concerne l'Irlande, il est unioniste et, en matière d'église, un anticlérical. Il s'intéresse particulièrement aux ouvriers agricoles .
Osborne est principalement connu pour ses lettres au journal The Times signées "SGO". Il provoque constamment et férocement la controverse. La série commence en 1844. Les dernières lettres portent sur les meurtres de Whitechapel, en 1888. Une sélection d'entre eux est publiée, avec une brève introduction, par Arnold White (2 vol. Londres, 1888). Ses autres écrits sont :
- Glanages dans l'ouest de l'Irlande, 1850. Le résultat de la deuxième visite d'Osborne en Irlande pendant la Grande Famine d' Irlande (1845-1852). La première tournée d'Osborne a lieu à l'été 1849 et se poursuit probablement jusqu'en novembre de la même année.
- Lady Eva : ses derniers jours. Un conte , 1851. Seul roman connu d'Osborne, il raconte l'histoire de deux jeunes femmes sur leur lit de mort, l'une de haute naissance et abritée, l'autre une femme déchue repentante. Les deux femmes reçoivent la visite du même pasteur anglican compatissant. Osborne dédie le volume à sa femme.
- Scutari et ses hôpitaux, 1855. Osborne créé une série de croquis éblouissants pour accompagner ses mémoires de sa visite de la guerre de Crimée.
- Conseils à la charité, 1856.
- Conseils pour l'amélioration de la condition morale d'un village, 1856.
- Lettres sur l'éducation des jeunes enfants, 1866.

## Famille
Osborne épouse en 1834 Emily, fille de Pascoe Grenfell de Taplow Court, Buckinghamshire ; et est donc le beau-frère de Charles Kingsley et James Anthony Froude. Sa femme meurt le 19 décembre 1875, laissant deux fils et deux filles. Son petit-fils D'Arcy Godolphin Osborne est le douzième et dernier duc de Leeds.